# 阿爾拉斯山
46°26′36″N 9°50′34″E / 46.44333°N 9.84278°E
阿爾拉斯山（Munt Arlas），是瑞士的山峰，位於該國東南部，由格勞賓登州負責管轄，屬於貝爾尼納山脈的一部分，海拔高度3,127米，每年平均降雨量1,693毫米。